# Shérif Woody
Shérif Woody dit Woody est un personnage de fiction de la saga Toy Story. Il apparaît aussi dans les jeux du même nom, ainsi que dans le film Buzz l'Éclair, le film : Le Début des aventures. Tom Hanks double sa voix en anglais, ainsi que son frère Jim Hanks à quelques occasions. En France, Woody est doublé par Jean-Philippe Puymartin et, au Québec, par Alain Zouvi. Son nom est inspiré de l'acteur Woody Strode.

## Histoire
Dans l'univers de Toy Story, Woody est un jouet dérivé d'une série des années 1950 intitulée Western Woody (Woody's Roundup en VO), série où les personnages sont des marionnettes. Là, Woody partage l'affiche avec Jessie l'écuyère, Pile-Poil le cheval et Papi Pépite, le chercheur d'or. La série connaît un immense succès, mais sera arrêtée lors de la période de la conquête de l'espace, la société s'intéressant désormais plus aux héros futuristes qu'aux westerns. Dans le deuxième opus, cette série sera d'ailleurs citée. Woody possède un système sonore permettant (après avoir tiré sur une cordelette située sur son dos) de dire (ou d'émettre) ses plus fameuses répliques de Western Woody.

### Toy Story
Dans ce premier opus, Woody est présenté comme étant le jouet favori d'Andy Davis ainsi que le chef des jouets de la chambre du bambin. Il redoute plus que tout autre l'apparition d'un jouet qui pourrait le détrôner dans le cœur de son propriétaire, mais il n'en laisse rien paraître, du fait de son rôle de leader. L'histoire débute alors qu'un déménagement de la famille du garçonnet est prévu dans une semaine.
Cette crainte se concrétisera le jour de l'anniversaire d'Andy, où le petit garçon reçoit un Buzz l'Éclair ultra-sophistiqué. Le nouveau jouet devient très vite populaire, et Woody perd simultanément son statut de chef et de jouet préféré, et développe un vif sentiment de jalousie à l'égard du ranger. Alors qu'Andy, sa mère et sa sœur s'apprêtent à dîner chez Pizza Planet, une pizzeria sur le thème de l'espace, Woody tente de se débarrasser - provisoirement - de Buzz, afin d'être emmené à sa place. Mais son plan tourne mal : l'astronaute passe par la fenêtre, et le cow-boy est accusé d'avoir tenté de tuer Buzz. Woody évite de peu un lynchage de la part de ses camarades en plastique, et Andy l’amène avec lui chez Pizza Planet. Le shérif retrouve Buzz durant l'arrêt à une station-service, mais le ranger, furieux, lui saute dessus et les précipitent tous deux hors de la voiture, qui finit par partir sans eux, la famille Davis ne remarquant rien.
Bien décidé à rentrer dans la chambre avant le déménagement prévu dans deux jours et de regagner l'estime de ses amis, Woody réussit à convaincre Buzz de l'accompagner à Pizza Planet à l'aide d'une camionnette de livreur de pizza. Les deux jouets arrivent presque à retrouver Andy, mais une gaffe de Buzz les fait tomber entre les mains de Sid Phillips, le voisin d'Andy, un affreux garnement adorant maltraiter ses jouets.
Après bien des péripéties dans la chambre du tortionnaire, Woody et Buzz finissent par développer de profonds liens d'amitiés, où le cow-boy avoue que Buzz est un excellent jouet, et où le ranger prend conscience qu'il n'est qu'un jouet et non pas un véritable ranger de l'espace après avoir vu sa publicité à la télévision. Le shérif sauve une dernière fois Buzz des griffes de Sid, et ils tentent de retrouver la famille d'Andy. Mais le déménagement est déjà fini, et les deux amis doivent échapper aux dents acérées de Scud, le chien de Sid, tout en essayant de rejoindre le camion de déménagement. Finalement, grâce à la fusée de Buzz, que Sid lui avait scotchée sur le dos il y a peu, Woody et le ranger réussissent à retrouver directement Andy dans la voiture, heureux enfin d'avoir retrouvé ses deux jouets favoris.

### Toy Story 2
Dans le second opus, Andy souhaite emmener Woody avec lui en colonie de vacances mais déchire accidentellement le bras du cow-boy, il décide finalement de le laisser chez lui. Woody sombre alors dans une dépression en haut de l'étagère d'Andy. Quelques jours plus tard, alors que la mère d'Andy organise un vide-grenier, elle prend accidentellement un jouet pingouin, Sifli, que Woody va tenter de sauver. Alors qu'il était sur le point de réussir, Al, un collectionneur sans scrupules, le kidnappe et l'emmène chez lui.
Chez le collectionneur, Woody rencontre Jessie, Pile-Poil le cheval et Papi Pépite, le chercheur d'or. Là-bas, Woody apprend qu'il est une ancienne star de série télévisée pour enfants en noir et blanc. Pendant ce temps, Buzz l'Éclair, Mr Patate, Zig Zag, Rex et Bayonne partent à la recherche de Woody et se retrouvent dans le magasin de jouets du ravisseur de Woody. Dans le magasin, Buzz l'Éclair se rend au rayon Buzz l'Éclair où il souhaite prendre un nouveau gadget, c'est alors qu'un Buzz l'Éclair (qui ne sait pas qu'il est un jouet) attache Buzz à sa place et part avec les compagnons de Buzz. Alors que Woody s'apprête à partir, Jessie lui raconte comment son ancienne propriétaire, Émily, l'a rejetée. Woody décide alors de rester sous les conseils de Jessie et de Papi Pépite, car dans quelques heures, ils partiront pour le Japon, là où Woody est vénéré comme un Dieu pour sa série télévisée.
Alors que le vrai Buzz parvient à se libérer, les autres jouets et le faux Buzz retrouvent Al et se cachent dans le coffre de sa voiture. Le vrai Buzz les rate mais se rend compte que Al habite juste en face de son magasin. Au moment où il sort du magasin, l'Empereur Zurg le suit pour le détruire et Buzz ne se doute pas qu'il est suivi. Lorsque les jouets arrivent chez Al, et sèment le bazar (Zig Zag ligotera Jessie et Pile Poil avec son ressort et Bayonne se jettera sur Papi Pépite), le vrai Buzz arrive et explique la situation au faux Buzz qui décide de les aider et de les accompagner mais Woody dit ne pas vouloir les suivre. Buzz, à bout de nerfs, décide de partir mais, juste à temps, Woody change d'avis et propose à Jessie, Pile-Poil et Papi Pépite de l'accompagner. Ce dernier devient fou de rage et enferme Woody afin qu'il ne puisse pas sortir. Alors que Al arrive et s'en va avec les jouets pour l'aéroport à destination du Japon, les jouets le suivent. En chemin, ils tombent sur l'Empereur Zurg avec qui le faux Buzz se bat. Rex vient aider le faux Buzz et pousse malencontreusement Zurg dans le vide.
Alors qu'après son combat, le faux Buzz retrouve son père, Zurg, vivant, l'équipe de jouets s'empare d'un camion Pizza Planet pour suivre Al. À l'intérieur, ils rencontrent trois petits hommes verts que l'on aperçoit dans Toy Story. Alors qu'ils arrivent à l'aéroport, les jouets se retrouvent dans la soute à bagages où Papi Pépite frappe violemment Buzz et se bat avec Woody, qu'il blesse en lui déchirant à nouveau le bras. Finalement, les jouets le mettent dans un sac à dos rose avec une Barbie défigurée par du maquillage. Tout rentre dans l'ordre et les jouets retournent chez Andy avec en plus les trois petits hommes verts, Jessie et Pile-Poil.

### Toy Story 3
Dans le troisième opus, Woody et ses amis connaissent un avenir incertain, quand Andy s'apprête à entrer à l'Université. Toutefois, contrairement aux autres jouets, mis dans un sac poubelle, Woody est sur le point d'être conservé par son propriétaire. Woody partit à l'Université avec Andy, mais pense à ses amis et s’évade afin de les sauver de Sunnyside, la garderie d'enfants, et des griffes de Lotso, un ours en peluche rose qui sent bon la fraise, qui paraît bien moins gentil qu'il ne le laisse paraître...

### Toy Story 4
Dans ce quatrième et dernier opus, Woody et ses nouveaux amis partent en camping-car avec Fourchette, mais une mésaventure l'attend. Woody rencontrera de nouveaux jouets et il reverra d'anciens amis, dont une certaine Bergère…

## Le personnage
Woody est un cow-boy shérif. Il porte un chapeau marron dont il ne sépare jamais, un foulard rouge, une chemise jaune rayée de rouge, une veste en apparence peau de vache, un pantalon bleu, des bottes marron, ainsi que la fameuse étoile de shérif qu'il arbore en permanence. C'est une poupée faite de tissu et de plastique, avec une corde dans le dos qui le fait parler. Il est amoureux de la Bergère, un autre jouet d'Andy, qu'il sauve souvent au cours des scénarios que ce dernier imagine. 
Dans Toy Story, le Shérif Woody est le chef des jouets d'Andy, ainsi que son préféré. Bien qu'il veuille donner une impression de tranquillité et de contrôle de soi, Woody se sent souvent frustré et impuissant, et, plus que tout, il redoute Noël et l'anniversaire d'Andy, où il craint d'être détrôné dans le cœur de ce dernier. Cette crainte se réalisera avec l'arrivée de Buzz l'Éclair, un jouet ultra-perfectionné. Woody révélera alors son côté sombre et fera tout pour se débarrasser du nouveau jouet. Mais finalement, les deux jouets deviendront amis et leurs querelles seront oubliées.
Dans Toy Story 2, Woody redoute le jour où Andy cessera de l'aimer, et faillit abandonner tous ses amis pour partir au Japon, avec Jessie, Pile-Poil, et Papi Pépite. Buzz le fera changer d'avis à temps.
Dans Toy Story 3, Andy s'apprête à partir à l'Université et se débarrasse de ses jouets, sauf de Woody. Woody apprend que ses amis jouets vont à Sunnyside, une garderie d'enfants. Il s'évade et compte les sauver. Avec ses amis, il va devoir échapper aux griffes de Lotso, un ours en peluche rose sentant bon la fraise, bien moins gentil qu'il ne le laisse paraître.
Dans Toy Story 4, Woody et ses nouveaux amis partent en camping-car avec un nouvel ami, Fourchette, mais une mésaventure l'attend. Woody rencontrera de nouveaux jouets et il reverra d'anciens amis, dont une certaine Bergère.

## Citations
Lorsque l'on tire la ficelle dans son dos, Woody peut parler d'une voix éraillée et ainsi dire quelque phrases, issue de la série télévisée fictive :
- Les mains en l'air ! (Idem en Québécois)
- Cette ville est beaucoup trop petite pour nous deux. (Il n'y a pas assez de place pour nous deux, dans cette ville. en Québécois, This town ain't big enough for the two of us! en VO)
- Il y a un serpent dans ma botte ! (Idem en Québécois, There's a snake in my boot! en VO)
- Quelqu'un a empoisonné le point d'eau ! (Quelqu'un a empoisonné l'étang en Québécois, Somebody's poisoned the waterhole! en VO)
- Tu es mon adjoint préféré. (Tu es mon assistant préféré. en Québécois, You're my favorite Deputy! en VO)
- Je me joindrai bien à votre détachement les garçons, mais avant je vais vous chanter une petite chanson (I'd like to join your posse, boys, but first I'm gonna sing a little song en VO)
- Bonne route, partenaire. (So long, partner en VO)

## Interprètes
- Voix originales : Tom Hanks et Jim Hanks
- Voix allemande : Peer Augustinski
- Voix brésilienne : Alexandre Lippiani et Marco Ribeiro
- Voix croate : Krešimir Mikić
- Voix danoise : Preben Kristensen
- Voix espagnole : Óscar Barberán
- Voix finnoise : Antti Pääkkönen
- Voix flamande : Warre Borgmans
- Voix françaises : Jean-Philippe Puymartin
- Voix grecque : Alkis Kourkoulos (Άλκης Κούρκουλος)
- Voix hispano-américaines : Carlos Segundo (Toy Story et Toy Story 2) et Arturo Mercado Jr. (Toy Story 3)
- Voix hébraïque : Dror Keren
- Voix hindi : Hrithik Roshan
- Voix hongroise : András Stohl (en)
- Voix italiennes : Fabrizio Frizzi puis Angelo Maggi
- Voix japonaise : Toshiaki Karasawa
- Voix libanaise : Charbel Ayoub
- Voix néerlandaises : Gijs Scholten van Aschat (Toy Story) Peter Paul Muller (Toy Story 2) et Huub Dikstaal (Toy Story 3)
- Voix polonaise : Robert Czebotar
- Voix portugaise: Miguel Ângelo
- Voix québécoise : Alain Zouvi
- Voix roumaine : Cristian Simion
- Voix russe : Alexandre Bargman
- Voix slovaque : Emanuel Hason
- Voix suédoise : Björn Skifs
- Voix tchèque : Michal Dlouhý
- Voix turque : Mehmet Ali Erbil

## Chansons interprétées sur Woody
- Je suis ton ami (You've Got a Friend in Me) dans Toy Story, Toy Story 2, Toy Story 3 et Toy Story 4
- Étrange, bizarre (Strange Things) dans Toy Story